# Peter Gabriel (1977년 음반)
| 전문가 평가                   | 전문가 평가 |
| 평가 점수                     | 평가 점수   |
| 출처                          | 점수        |
| ----------------------------- | ----------- |
| AllMusic                      | [ 3 ]       |
| Chicago Sun-Times             | [ 4 ]       |
| Classic Rock                  | 9/10        |
| Entertainment Weekly          | A           |
| Q                             | [ 7 ]       |
| Record Mirror                 | [ 8 ]       |
| The Rolling Stone Album Guide | [ 9 ]       |
| Sounds                        | [ 10 ]      |
| Uncut                         | 7/10        |
| The Village Voice             | B+          |

《Peter Gabriel》은 영국의 프로그레시브 록 싱어송라이터인 피터 가브리엘의 데뷔 솔로 스튜디오 음반이다. 1977년 2월 25일에 발매되었으며, 밥 에즈린이 프로듀싱하였다. 가브리엘과 에즈린은 기타리스트 로버트 프립과 그의 미래의 킹 크림슨 밴드 동료인 토니 레빈을 베이스로 불러모았다. 음반 발매와 함께 가브리엘은 자신의 이름으로 7인조 밴드와 투어를 하기 시작했다. 이 음반은 영국에서 7위, 미국에서 38위로 올라갔다. 이 음반은 종종 《Peter Gabriel I》 또는 《Car》로 불리며, 런던의 아티스트 피터 크리스토퍼슨의 음반 커버를 가리킨다. 음악 스트리밍 서비스는 현재 그것을 《Peter Gabriel 1: Car》라고 부른다. 가브리엘의 첫 솔로 성공은 이 음반의 리드 싱글인 〈Solsbury Hill〉로 이루어졌는데, 가브리엘은 "당신이 얻을 수 있는 것을 잃을 준비가 되어 있습니다... 그냥 놔두는 거죠."라고 말했다.
비록 주로 음악에 만족했지만, 가브리엘은 이 음반, 특히 〈Here Comes the Flood〉가 지나치게 많이 제작되었다고 느꼈다. 이 곡의 신스 버전이 있는 피아노 전용곡 또는 피아노는 로버트 프립의 《Exposure》과 케이트 부시의 1979년 12월, BBC Two TV 스페셜에 출연한다(가브리엘과 부시가 로이 하퍼의 〈Another Day〉에서 듀엣으로 참여했다). 세 번째 버전은 1990년 컴필레이션 음반 《Shaking the Tree: Sixteen Golden Greats》에 등장했다. 가브리엘은 종종 청중들에 따라 독일어나 영어로 키보드와 함께 이 노래를 라이브로 연주한다. 이 곡은 1976년 여름 테임즈 텔레비전의 《굿 애프터눈》에 출연하면서 데뷔했다.
다이렉트 디스크 랩스는 오리지널 마스터 테이프에서 절반의 속도로 마스터드된 버전의 음반을 출시했다. 더 긴 버전의 〈Slowburn〉(4:36 대신 5:16)을 가지고 있으며, 이 곡의 도입부는 그대로 유지되었다. 이 음반의 다른 모든 버전에서는 소개(전체 밴드가 있음)를 편집했다.

## 배경
《The Lamb Lies Down on Broadway》 투어 중, 가브리엘은 다른 멤버들과의 소원함과 결혼 생활에 대한 부담감을 들어 제네시스 밴드 동료들에게 밴드를 탈퇴하기로 결정했다고 발표했다. 그럼에도 불구하고 그는 투어의 결말을 위해 헌신했다. 그 돌파구는 가브리엘의 아내 질의 어려운 임신과 그들의 첫 번째 아이인 안나의 후속 출산과 함께 왔다. 그가 음반과 투어보다는 병든 딸과 아내와 함께 지내기로 결정했을 때, 나머지 밴드들의 분노는 가브리엘이 그룹을 떠나야 한다는 결론을 내리게 했다.
가브리엘은 투어 말미 음악 언론을 통해 《Out, Angels Out》이라는 제목의 편지를 통해 팬들에게 보낸 편지에서 "저희 곡의 작곡을 위해 협동조합으로 만든 자동차가 주인이 되어 우리가 원하던 성공에 동참하게 되었습니다. 그것은 전체 밴드의 태도와 정신에 영향을 미쳤습니다. 음악은 마르지 않았고 저는 여전히 다른 음악가들을 존경하지만, 우리의 역할은 어렵게 되었습니다."라고 설명했다.
그리고 나서 가브리엘은 편지를 닫았다. "저와 밴드나 경영진 사이에는 적대감이 없습니다. 그 결정은 얼마 전에 내려졌고 우리는 우리의 새로운 방향에 대해 이야기했습니다. 제가 일찍 출발한다고 발표하지 않은 이유는 그들이 구멍을 막을 대체품을 찾을 때까지 연기해 달라는 요청을 받았기 때문입니다. 그들 중 일부가 저와 함께 다른 프로젝트를 진행하는 것이 불가능하지는 않습니다."
그를 대신한 가브리엘의 제네시스 밴드 동료인 필 콜린스는 후에 다른 멤버들은 피터가 떠난 것에 대해 "우리가 꽤 오랫동안 알고 있었기 때문에 놀라지 않았다"고 말했다. 밴드는 가브리엘 없이 1976년 음반 《A Trick of the Tail》을 시작으로 계속되었다.

## 커버 아트
커버의 사진은 1974년 란치아 플라비아의 조수석에 앉아 있는 피터 가브리엘의 모습이며, 이 사진은 힙노시스 공동 설립자이자 커버 디자이너인 스톰 소거슨이 소유하고 있다. 원즈워스에서 진행된 촬영에서는 호스에서 물을 뿌렸다. 흑백 이미지는 수채화되었고, 예술가 리처드 매닝에 의해 메스를 사용하여 반사가 수정되었다.
가브리엘의 첫 네 장의 음반 제목이 (숫자만)되지 않았기 때문에, 이 사진은 팬들과 온라인 음악 서비스들이 음반에 《Car》라는 간단한 제목을 붙이는 데 사용되었다.
대안적인 제안은 피터 가브리엘이 그의 눈에 금속 볼 베어링의 외관을 주기 위한 콘택트 렌즈를 착용한 사진을 특징으로 하는 것이었고, 이것은 대신 안쪽 소매로 밀려났다.

## 곡 목록
모든 곡들은 특별한 언급이 없는 한 피터 가브리엘에 의해 작사/작곡하였다.
| #  | 제목                           | 작사·작곡         | 재생 시간 |
| -- | ------------------------------ | ----------------- | --------- |
| 1. | 〈Moribund the Burgermeister〉 |                   | 4:20      |
| 2. | 〈Solsbury Hill〉              |                   | 4:21      |
| 3. | 〈Modern Love〉                |                   | 3:38      |
| 4. | 〈Excuse Me〉                  | 가브리엘, 마틴 홀 | 3:20      |
| 5. | 〈Humdrum〉                    |                   | 3:25      |

| #  | 제목                     | 재생 시간 |
| -- | ------------------------ | --------- |
| 6. | 〈Slowburn〉             | 4:36      |
| 7. | 〈Slowburn〉             | 7:15      |
| 8. | 〈Down the Dolce Vita〉  | 5:05      |
| 9. | 〈Here Comes the Flood〉 | 5:38      |

## 인증
| 국가                                                  | 인증 | 판매량/출하량 |
| ----------------------------------------------------- | ---- | ------------- |
| 오스트레일리아 (ARIA)                                 | 골드 | 20,000^       |
| 프랑스 (SNEP)                                         | 골드 | 100,000*      |
| 독일 (BVMI)                                           | 골드 | 250,000^      |
| 영국 (BPI)                                            | 골드 | 100,000^      |
| 미국 (RIAA)                                           | 골드 | 500,000^      |
| *판매량을 기반으로 한 인증 ^출하량을 기반으로 한 인증 |      |               |